# Ferrocarril del Sur de Gales
El Ferrocarril del Sur de Gales (en galés: Rheilffordd De Cymru; South Wales Railway en inglés, abreviado como SWR) era una línea ferroviaria principal que se inauguró en etapas a partir de 1850, conectando el Great Western Railway de Gloucester con Gales del Sur. Fue construido con vía de gran ancho. Su propósito original era llegar a Fishguard para generar una conexión con ferris hacia Irlanda y potenciar el comercio transatlántico, pero esta última proposición no se materializó durante muchos años y nunca se convirtió en un destino importante del negocio. Neyland fue el término occidental de la línea hasta 1906.
La empresa se fusionó con el Great Western Railway en 1863 y la vía se convirtió en vía estrecha (estándar) en 1873. Entre 1922 y 1923, la mayoría de los ferrocarriles galeses independientes formaban parte del nuevo Great Western Railway ampliado, lo que permitió su racionalización y la obtención de beneficios de escala. Casi toda la línea principal original del Ferrocarril del Sur de Gales permanece en uso en la actualidad (2020).

## Propuestas

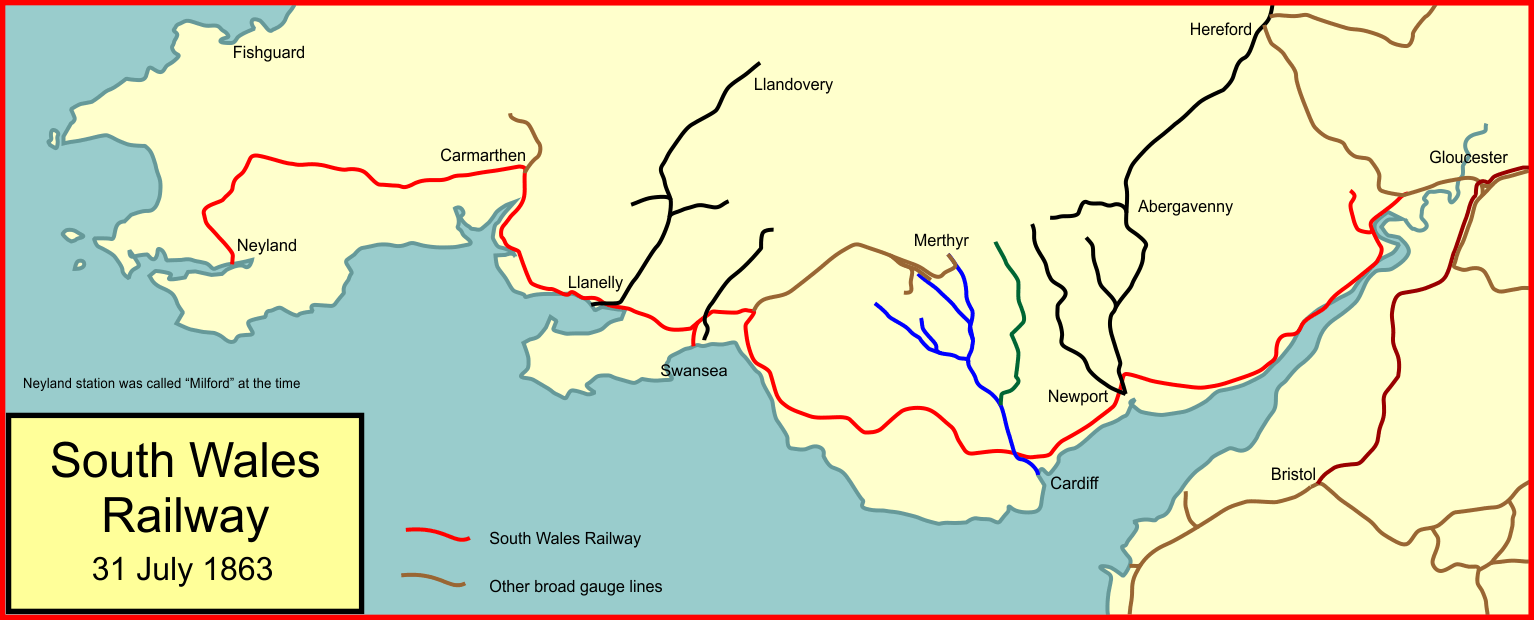
El sistema ferroviario de Gales del Sur se fusionó con el GWR en 1863

El prospecto del Ferrocarril del Sur de Gales se emitió en el verano de 1844. Proponía un ferrocarril con un capital de  2.500.000 libras, para enlazar Standish en Gloucestershire, con el ramal a Cheltenham del Great Western Railway, donde se unen las líneas de Bristol y de Gloucester. La ruta cruzaba el río Severn en Hock Cliffe, bordeando Fretherne y Awre, y luego seguía la costa hasta Chepstow, pasando por Newport, Cardiff, Bridgend, Aberavon, Neath, Swansea, Carmarthen y Fishguard, con un ramal desde cerca de Whitland hasta Pembroke Dock.
El prospecto se publicó ampliamente como un anuncio en un periódico:

Se han realizado estudios de la línea del país mejor adaptada para albergar el extenso tráfico de la gran cuenca minera de Gales del Sur y los importantes intereses agrícolas de ese país, así como el intercambio entre los puertos de Cork, Waterford, Wicklow, Limerick y Wexford, los distritos del interior y de fabricación de Inglaterra y la metrópoli.

La línea debía pasar "a poca distancia de Monmouth" y al oeste de Carmarthen, y se propuso que:

"el ferrocarril se dividirá en dos ramales, uno hacia el arsenal naval de Pembroke y el puerto de Milford Haven Waterway, y el otro hacia Fishguard, desde donde se establecería una comunicación con el sur de Irlanda en seis horas."

El principal de los objetivos de la línea era la comunicación con Irlanda; el ingeniero era Isambard Kingdom Brunel. El proyecto fue patrocinado por el Great Western Railway y en febrero de 1845 anunció que había prometido 500.000 libras esterlinas para la formación de la nueva compañía. Iba a ser "una gran empresa nacional para conectar el sur de Irlanda y el sur de Gales con la metrópolis".
La gente de Monmouth estaba decepcionada de que la línea no pasara por su ciudad e instaron a un desvío para que la línea pasara por Gloucester, Monmouth y desde Usk a Caerleon, agregando 18 millas a la ruta e introduciendo pendientes considerablemente peores. El Almirantazgo se opuso a un puente sobre el Severn, y el resultado fue que la línea se autorizó solo al oeste de Chepstow, con un ramal a Monmouth. La línea debía ser de vía ancha, aunque esto no se definió explícitamente en la Ley de 1845.
En la sesión del Parlamento de 1846, se propuso un cruce de puente revisado del Severn en Fretherne y, alternativamente, un túnel. Ambas opciones fueron rechazadas en el Parlamento y la Compañía se vio obligada a adoptar la ruta más larga a través de Gloucester, cruzando allí el río Severn.
Por lo tanto, un ferrocarril local adquirió una importancia estratégica: el Ferrocarril de Gloucester y Dean Forest había sido autorizado en 1845 para conectarse con el Ferrocarril de Monmouth y Hereford cerca de Grange Court. Si el Ferrocarril de Gloucester y Dean Forest se extendiera hacia el sur hasta alcanzar Hagloe Farm, dos millas al sur de Awre, el Ferrocarril del Sur de Gales podría conectarse allí. El acuerdo fue aprobado y ambas compañías obtuvieron su Acta en 1846. Poco después del Asentimiento Real, el GWR acordó con el G&DFR que el primero se haría cargo de la obra y asumiría la construcción por su cuenta.
La Ley de Ferrocarriles del Sur de Gales de 1846 también autorizó un ramal de Landore a Swansea, ya que la ruta original no tenía la intención de acceder al centro de la ciudad, y otro desde un punto cerca de la posterior Estación de Clarbeston Road a Haverfordwest.
Poco después de la aprobación de la Ley, la Compañía acordó con el Ferrocarril de Gloucester y Dean Forest que el SWR construiría la extensión hacia el sur, de modo que el límite norte del SWR estaría en Grange Court, a unas 6 millas (9,7 km) de Gloucester.
Se llegó a un acuerdo con el Great Western Railway para que arrendase el SWR una vez finalizada la línea a Fishguard, pagando el 5% sobre el capital más la mitad de las ganancias excedentes.

### El ancho de vía del Ferrocarril del Sur de Gales
El Parlamento había establecido una Comisión de ancho de vía para estudiar la conveniencia de adoptar un ancho de vía uniforme en los ferrocarriles del Reino Unido, ya que comenzaba a hacerse evidente el efecto negativo de la diferencia de ancho entre ferrocarriles contiguos.
El Great Western Railway y sus compañías afines usaban la vía de gran ancho, mientras que la vía estrecha (más tarde conocida como vía estándar) se usaba en la mayoría de las otras líneas. Donde se conectaban dos líneas de diferentes anchos, las mercancías y los minerales en tránsito tenían que ser transbordados físicamente y los pasajeros tenían que cambiar de tren.
Los Comisionados declararon que la discontinuidad del ancho de vía era "un mal grave" y recomendaron que no se construyera más vía férrea en el sistema de vía ancha, aunque esperaban que "se encontraran algunos medios equitativos para producir tal uniformidad total de vía o para adoptar otro recurso que admitiría el paso de los vagones de Vía Estrecha, sin interrupción ni peligro, en las Líneas de Vía Ancha".
Si se pusiera en práctica, esta recomendación parecería significar que el Ferrocarril del Sur de Gales no podría construirse en vía ancha, introduciendo una discontinuidad de ancho de vía con la línea principal del GWR en Gloucester o Grange Court.
Sin embargo, los miembros de la Cámara de Comercio consideraron el asunto y modificaron esta política del parlamento. Su opinión era que el SWR debería hacerse en vía ancha, acogiéndose a la Ley de vía resultante establecía que los ferrocarriles autorizados:

por una Ley aprobada en la última sesión del Parlamento, titulada Ley para hacer que un ferrocarril se denomine "El Ferrocarril del Sur de Gales" [y una Ley de modificación] titulada "Una Ley para completar la Línea del Ferrocarril del Sur de Gales", y para autorizar la Construcción de una Extensión y ciertas Alteraciones de dicho Ferrocarril, y ciertos Ferrocarriles Ramales en Conexión con el mismo... serán construidos en el Ancho de Siete Pies.

En consecuencia, la línea se construyó en vía ancha, con consecuencias de largo alcance.
El trazado aprobado implicaba que había que emprender prodigiosas obras de ingeniería: el cruce del río Wye en Chepstow, un gran viaducto de madera y un túnel en Newport, otro gran viaducto de madera en Landore y los cruces del río Loughor y del río Towy más al oeste. El depauperado estado de los mercados financieros dificultó inmediatamente la recaudación de suscripciones, y la empresa sufrió una gran pérdida cuando el viaducto de madera en Newport, casi terminado (que había costado 20.000 libras esterlinas), se incendió el 31 de mayo de 1848 y quedó completamente destruido.
Un objetivo clave de los promotores de la línea era conectar el sur de Irlanda en ferry desde Fishguard hasta un puerto cerca de Wexford. Se esperaba que el contrato de la Oficina de Correos para el transporte de correos entre Londres y Dublín pudiera asegurarse para el Great Western Railway y sus aliados. Por su parte, en Irlanda se encargaría del tráfico la Compañía del Ferrocarril de Waterford, Wexford, Wicklow y Dublín. Brunel también esperaba que se pudiera desarrollar un negocio de envío transatlántico desde el puerto de Fishguard.
Sin embargo, en 1845 se produjo una reducción catastrófica de la cosecha de patatas (de la que dependía la mayoría de los irlandeses para alimentarse), lo que se tradujo en una hambruna masiva y una depresión comercial, que se profundizó al año siguiente. La catástrofe se conoce como la gran hambruna irlandesa. La economía en Irlanda empeoró considerablemente, al mismo tiempo que el clima económico general en todo el Reino Unido se deterioró drásticamente.
En el lado irlandés, la depresión fue tan extrema que los socios ferroviarios consideraron que era imposible continuar con la construcción de su vía férrea. Fishguard en ese momento solo tenía importancia como un puerto de ferry potencial, y la construcción del Ferrocarril del Sur de Gales hasta ese punto obviamente sería un gasto inútil, por lo que los directores decidieron cancelar las obras. La garantía del GWR del 5% sobre el capital solo entraría en vigencia cuando el SWR llegara a Fishguard, por lo que los directores de este último propusieron al GWR que la garantía entrara en vigencia cuando la línea llegara a Swansea. El GWR no estuvo de acuerdo con esta propuesta, dejando al Ferrocarril del Sur de Gales en una posición difícil. Algunas personas que eran directores de ambas empresas vieron que sus posiciones eran insostenibles y renunciaron al SWR, y la relación hasta entonces de apoyo entre las dos empresas tomó ahora un giro seriamente hostil. Se afirmó que, dado que el GWR tenía aproximadamente una cuarta parte de las acciones del SWR, estaban actuando contra sus propios intereses al no apoyar el abandono de la parte de la línea hacia Fishguard.
Un comité de accionistas informó de su visión de la situación:

Ahora tenemos que informar a los propietarios que es nuestra opinión unánime... que... cualquier gasto adicional en esa parte de su línea al oeste de Swansea, sería... un desperdicio y una imprudencia extrema. Incluso si los ferrocarriles irlandeses, que se esperaba que llevaran el tráfico al extremo occidental de la línea del Sur de Gales, no hubieran sido abandonados, comprendemos que... ninguna compañía, gobernada por la prudencia ordinaria, consideraría la idea de llevar una línea entre Swansea y Fishguard.

El Great Western Railway fue acusado de actuar con intenciones veladamente hostiles:

... y si no hubiera garantía en el caso, los directores del Great Western Railway serían, como titulares de más de una cuarta parte de las acciones pagadas, los primeros en instar a la Compañía del Sur de Gales a que abandone esta parte de la empresa. El hecho de que no adopten abiertamente este prudente camino, al hacer frente a nuestros avances con ese fin, se debe, en parte, a la suposición errónea de que la Compañía del Sur de Gales colapsará en el intento de llegar a Fishguard y, por lo tanto, será incapaz de cumplir con la garantía de funcionamiento ...

Los directores del SWR que también eran directores del GWR habían tenido una influencia contraproducente en los asuntos del SWR:

Recomendamos la conveniencia de la jubilación de aquellos caballeros de la Junta que representan intereses que ya no son idénticos a los de la línea del Sur de Gales propiamente dicha....

## Apertura de los primeros tramos de línea

### De Chepstow a Swansea
La primera parte de la línea se abrió el 18 de junio de 1850 entre Chepstow y Swansea. Consistía en 75 millas de vía doble de gran ancho, utilizando el sistema de apoyo longitudinal de madera ideado por Brunel. Las locomotoras y el material rodante fueron proporcionados por el Great Western Railway, y llegaron hasta la nueva línea valiéndose de la navegación costera, ya que las vías no estaban todavía conectadas con ningún otro trazado ferroviario. Poco después de la apertura, se produjo un deslizamiento de tierras en el talud de un desmonte profundo en Llansamlet, entre Neath y Swansea. Para estabilizarlo, Brunel proyectó los llamados arcos volantes, una tipo de estructura cargada con escoria ideada para resistir el empuje del terreno.
El trabajo de madera más importante de Brunel, no solo en el SWR, sino en lo que respecta a su trabajo para cualquier compañía ferroviaria, se encontraba en las cercanías de Swansea. Cruzando el río Tawe y los pantanos de Landore, el viaducto de Landore formaba un trabajo de madera continuo, exactamente de 0,333 millas (536 m) de largo, con treinta y siete tramos que iban desde los 40 a 100 pies (12,2 a 30,5 m) de luz.
La construcción proseguía en el tramo entre Landore y Haverfordwest, y entre Chepstow y Grange Court. En noviembre de 1850, se reanudó el trabajo en la línea hacia Fishguard (al oeste del punto de unión del ramal de Haverfordwest), que había estado suspendido desde el otoño de 1848. La instrucción de completar la línea pudo haber sido frustrada por la posición del GWR en el contrato de arrendamiento. Se llevaron a cabo más negociaciones y el acuerdo suscrito en marzo de 1851 tomó la forma de que el GWR arrendaría la línea durante 999 años desde el momento de la finalización desde Grange Court hasta Swansea. El GWR recibiría un tercio de las ganancias netas, pero pagaría un alquiler en la línea; el SWR proporcionaría el personal además del departamento de locomotoras. Pero el trabajo de completar el extremo occidental de la línea se interrumpió nuevamente.

### De Gloucester a Chepstow
La finalización del puente de Chepstow se retrasó mucho, mientras que la construcción más fácil entre su lado este y Grange Court avanzaba bien. La construcción del Ferrocarril de Gloucester y Forest of Dean avanzaba según lo previsto, aunque la apertura del puente sobre el Severn en Gloucester y los arreglos de la unión con el GWR en la estación de Gloucester estaban causando retrasos.
Sin embargo, la línea se abrió el 19 de septiembre de 1851 desde Gloucester hasta una estación temporal llamada Chepstow East, situada en Sedbury Lane. Los pasajeros eran transportados en coche de caballos entre las dos estaciones de Chepstow.
El 19 de julio de 1852 se puso en funcionamiento una sola vía sobre el puente de Chepstow, de forma que se completó la comunicación ferroviaria entre Londres y Swansea, por lo que comenzó el contrato de arrendamiento de 999 años por parte del GWR. La segunda vía sobre el puente estuvo en uso a partir del 18 de abril de 1853.
El puente ferroviario de Chepstow sobre el río Wye, un considerable desafío de ingeniería, se había completado finalmente. Los tramos principales de 300 pies (91,4 m) estaban suspendidos de cadenas, con un puntal tubular superior de 9 pies de diámetro para resistir la fuerza hacia adentro de las cadenas. Algunos comentaristas sugieren que este diseño fue anterior al del puente Royal Albert en Saltash.

Al hundir los cilindros para formar los pilares del puente, los trabajadores primero tuvieron que pasar a través de 29 pies (8,8 m) de arcilla azul y arena, debajo de los cuales se encontraron con un lecho delgado de turba que contenía madera, algo de roble macizo, avellano y otras sustancias similares... Los cilindros se colocaron sobre tablones para evitar que se hundieran en el barro blando. Uno a uno, los cilindros fueron añadiéndose hasta llegar a la parte superior (unos 100 pies (30,5 m) de altura) que se había levantado con el propósito de hundirlos. El peso de la columna ahora atravesó los tablones y el cilindro se hundió unos 6 pies (1,8 m).

Los tramos de acceso se reemplazaron en 1948 y los vanos principales se reconstruyeron utilizando una configuración de vigas Warren en 1962.

### Desde Landore hacia el oeste
La ruta hacia el oeste desde Landore a Carmarthen se abrió el 11 de octubre de 1852. Se construyó con una sola vía, utilizando carril Barlow para abaratar la infraestructura. Dos líneas del Ferrocarril de Llanelly se cruzaban a nivel, al igual que otras líneas de transporte de minerales operadas con caballos.
En 1828, la Compañía del Ferrocarril y la Dársena de Llanelly construyó un muelle y un ferrocarril de dos millas de longitud que conectaba los pozos de carbón situados al norte de Llanelly, y en 1839 se abrió una segunda línea de Llanelly a Cwmamman. Al principio, concentrándose en el tráfico de minerales, el ferrocarril tuvo mucho éxito.
La ruta prevista del Ferrocarril del Sur de Gales debía cruzar las dos líneas de la Compañía del Ferrocarril y la Dársena de Llanelly, y la Ley de autorización del SWR no especificaba en detalle cómo se debía hacerse. La Compañía de Llanelly deseaba vender su red al Ferrocarril del Sur de Gales, y sugirió que el cruce haría que su sistema fuera inviable. En consecuencia, exigió que el SWR pagara una compensación equivalente a una compra.
El SWR rechazó esta propuesta y el problema se prolongó durante un tiempo considerable. El Ferrocarril de Llanelly obstruyó la construcción del SWR tanto como le fue posible y, en un momento dado, el SWR consideró cruzar las vías existentes mediante un viaducto. Sin embargo, finalmente pudo tender su línea cruzando a nivel las vías del Ferrocarril de Llanelly, poniéndose así fin al asunto.
En junio de 1852 se realizó una conexión desde la Estación de Swansea hasta el muelle norte de la localidad.
Se tomó la decisión definitiva de no continuar hacia Fishguard, y se obtuvo una Ley del Parlamento en 1852 que autorizaba el abandono de la línea de Fishguard y, en cambio, se autorizó una extensión desde Haverfordwest hasta Neyland Point, en Milford Haven Waterway.
El acuerdo de arrendamiento con el Great Western Railway nuevamente se convirtió en una fuente de conflicto, lo que llevó a un laudo arbitral en gran parte a favor del GWR. Finalmente, el SWR notificó la rescisión del acuerdo el 30 de junio de 1857. Incluso después de la rescisión, continuaron surgiendo disputas que llevaron a nuevos arbitrajes. Sin embargo, MacDermot afirma que las disputas siempre se llevaron a cabo de manera más o menos amistosa y que las dos Compañías nunca se volvieron realmente hostiles entre sí.
La línea se extendió desde Carmarthen hasta Haverfordwest el 2 de enero de 1854, aunque nuevamente se construyó con una sola vía equipada con carriles Barlow.

## Ferrocarriles adyacentes
Al principio, la línea ferroviaria del Sur de Gales no hizo conexiones de cruce con otros ferrocarriles, excepto con el Ferrocarril de Gloucester y Forest of Dean en Grange Court. A pesar de su nombre, este ferrocarril simplemente consistió en el enlace entre Gloucester y el extremo noreste del Ferrocarril del Sur de Gales. En un principio no existían otras líneas de vía ancha en el área atravesada por el SWR.
Ya existían algunos ferrocarriles en la zona, cuyas rutas fueron atravesadas por el SWR:
En Bullo Pill había un tranvía antiguo pero activo conocido primero como Ferrocarril de Bullo Pill, y desde 1826 como Ferrocarril de Forest of Dean. Después de largas negociaciones, el SWR pudo comprarlo en septiembre de 1850. Se hizo una conexión poco después de la apertura de la línea principal, y se comenzó a trabajar para convertirlo en un ferrocarril de vía ancha. La pequeña red, que pasó a ser conocida como el ramal de Forest of Dean, estuvo lista para el tráfico de minerales el 24 de julio de 1854.
En Lydney, el Ferrocarril del Severn y Wye, una línea operada por caballos con vías de 3 pies y 6 pulgadas de ancho 1067 mm que databa aproximadamente de 1813, se cruzaba a nivel con el trazado del SWR, que acordó pagar 15.000 libras para que se adaptara la línea existente al paso de vehículos de vía ancha. Las obras se demoraron un tiempo, iniciándose en 1857. Su línea continuó siendo explotada solo con vagones remolcados por caballos.
En Newport se instaló un ramal de cruce corto para intercambiar apartaderos con el Ferrocarril de Monmouthshire (de vía estrecha).
El Ferrocarril de Taff Vale había sido abierto entre Cardiff y Merthyr en 1840 y 1841, y la empresa amplió considerablemente su red. Se extendió hacia el sur desde su terminal en Cardiff hasta Bute West Dock en Cardiff en 1848, por lo que el Ferrocarril del Sur de Gales necesitaba cruzarlo.
Aunque diseñado por Brunel, el Ferrocarril de Taff Vale era una línea de vía estrecha (estándar). En 1851, el Ferrocarril del Sur de Gales solicitó poderes para hacer un cruce con el Ferrocarril de Taff Vale en Bute Street, Cardiff, con la esperanza de que el Taff Vale instalara vía ancha para evitar el transbordo de minerales motivado por la discontinuidad del ancho de vía. La compañía del Taff Vale se negó a ensanchar la vía, aunque el propio SWR colocó un tendido de vía estrecha en su estación de Cardiff que esto estuvo listo en enero de 1854 y sancionado para el uso de trenes de pasajeros en febrero de 1854.
El Ferrocarril del Valle de Llynvi, tirado por caballos, llevaba minerales a una estación de transferencia en Stormy, justo al este de Pyle.
El Ferrocarril de Swansea Vale, que durante mucho tiempo se había establecido como vía de carros, se cruzaba a nivel con la línea principal del SWR cerca de Llansamlet. Se tomaron medidas para eliminar este cruce peligroso, diseñando un cruce más adecuado en su lugar, y se colocaron rieles de vía ancha en Swansea Vale entre el punto de cruce y los apartaderos del SVR en North Dock, Swansea. Este trabajo se completó en febrero de 1857, habiéndose registrado una colisión grave en el mes de octubre anterior en el antiguo cruce.
Las rutas del Ferrocarril de Llanelly fueron cruzadas a nivel por el Ferrocarril del Sur de Gales. Se instaló un aparato en Llanelly para la transferencia de los minerales desde los vagones de vía estrecha a los vagones de vía ancha.

## Ramales del SWR no construidos
El SWR tenía la intención de disponer de dos ramales propios. En el caso del tendido entre Newport hasta Monmouth, en verdad fue una concesión a los intereses de esta localidad. Pero cuando se hizo evidente que el Ferrocarril de Monmouth y Hereford no se construiría, el SWR abandonó el ramal.
El otro ramal debía haberse conectado a Pembroke. Cuando el SWR decidió hacer su terminal occidental en Neyland en lugar de en Fishguard, el ramal de Pembroke iba a ser un lujo costoso, ya que Neyland estaba a solo cinco minutos de distancia en ferry. La empresa esperaba olvidarse del ramal, pero la opinión local presionó para que se cumplimentara la obligación legal de la empresa de completar sus líneas autorizadas y, ante el incumplimiento de su obligación legal, la empresa se vio forzada a suspender su dividendo de la segunda mitad en 1857.

## Finalización a Neyland, y algunos ramales
El 15 de abril de 1856, la línea se amplió desde Haverfordwest hasta Neyland. Por entonces se había descubierto que la vía férrea de Barlow instalada en las secciones occidentales anteriores no era satisfactoria, por lo que esta nueva sección se proyectó con traviesas de madera ordinarias. La vía de Barlow se reconstruyó progresivamente durante los años siguientes.
La línea entre Carmarthen y Neyland se duplicó a partir del 1 de julio de 1857.
El 19 de abril de 1858 se abrió una breve extensión de los muelles de Bute en Cardiff, y en septiembre de 1859 se abrió una extensión del ramal de carbón de Swansea para conectar con el ferrocarril del puerto.

## Ferrocarriles independientes de vía ancha
Cuatro ferrocarriles independientes hicieron conexiones de vía ancha con el Ferrocarril del Sur de Gales durante el tiempo de su existencia independiente.
El más importante fue el Ferrocarril de Vale of Neath. Se fundó en 1846 para construir una línea desde Neath hasta Merthyr Tydvil, con un ramal desde cerca de Hirwaun hasta Aberdare. Siendo una línea de vía ancha que servía a un distrito minero, obviamente iba a representar un aumento del negocio para el Ferrocarril del Sur de Gales, y cuando la nueva compañía no pudo obtener las suscripciones que necesitaba para construir su línea, el Ferrocarril del Sur de Gales suscribió 127.780 libras.
La escasez de capital hizo que los directores priorizaran la ruta de Aberdare, que se abrió desde Neath el 24 de septiembre de 1851 para el tráfico de pasajeros, y de mercancías y minerales a partir de diciembre. El Ferrocarril del Vale of Neath fue el mayor contribuyente de tráfico de minerales al Ferrocarril del Sur de Gales, pero la mayor parte estaba destinado a los muelles de Swansea, por lo que no se derivaron ingresos de larga distancia de la conexión. De hecho, durante muchos años, un solo tren diario de minerales a Londres fue suficiente para todo este tipo de tráfico en el Ferrocarril del Sur de Gales.
El Ferrocarril Minero del Sur de Gales construyó una línea de aproximadamente 12 millas (19,3 km) desde Briton Ferry a Glyncorrwg, que se abrió a partir de 1860.
El Ferrocarril de Carmarthen y Cardigan abrió parte de su línea, desde la estación del SWR en Carmarthen hasta su propia estación también en Carmarthen. La estación del SWR pasó a llamarse Carmarthen Junction el mismo día, el 1 de julio de 1860.
El Ferrocarril del Valle de Llynvi había sido un tranvía, pero la Compañía pudo disponer de locomotoras para convertirlo en un ferrocarril de vía ancha hasta Bridgend, y en agosto de 1861 abrió la línea mejorada para el tráfico de minerales.
El Ferrocarril de Ely Valley abrió una línea para minerales de Llantrisant a Tonyrefail en agosto de 1860.
La terminal de Neyland estaba en una ubicación remota, y el asentamiento cercano llamado Milford era importante, de modo que los intereses locales promovieron un ferrocarril como un ramal del SWR desde Johnston. El ferrocarril de Milford se fundó el 5 de junio de 1856 y la empresa independiente construyó la línea. El Great Western Railway, que estaba operando el Ferrocarril del Sur de Gales, trabajó en el ramal de Milford desde su apertura el 7 de septiembre de 1863 (en realidad después de la fusión del SWR y del GWR). La terminal de Milford se hizo más conocida como Milford Haven, y continúa en servicio en la actualidad.

## Relaciones con el Great Western Railway
El acuerdo de trabajo con Great Western Railway continuó siendo una fuente de fricción, y en la reunión semestral del SWR celebrada en febrero de 1860, se leyó una carta de los auditores a los directores:

Caballeros: Creemos que es nuestro deber llamar su atención sobre la condición muy insatisfactoria de las cuentas entre las compañías del Sur de Gales y del Great Western Railway. Sus auditores han entendido que, de vez en cuando, se han hecho intentos para ajustar las muchas partidas que involucran grandes sumas de diferencia entre las dos compañías, pero ahora concluimos que han resultado fallidos, ya que... recientemente han surgido otras preguntas que se han sumado en gran medida a las cantidades en disputa como para hacer cualquier división de utilidades a nuestro juicio de dudosa prudencia.

Por lo tanto, recomendamos enfáticamente que se cancele el acuerdo entre las dos compañías y que el Ferrocarril del Sur de Gales se opere de manera independiente y por separado.

Se presentó en la reunión una moción planteando que el "arrendamiento es perjudicial para ambas empresas y que es deseable ponerle fin".
Los directores no disponían de medios inmediatos para ponerle fin y en los meses siguientes surgieron más focos de conflicto. Finalmente, la Junta presentó un proyecto de ley en el Parlamento para la sesión de 1861 con el fin de obtener más capital con el propósito de comprar material rodante y poder explotar la línea. Esto fue recibido favorablemente en el Parlamento, pero era evidente que no había tiempo para aprobar el proyecto de ley en esa sesión, y fue retirado. El GWR, percibiendo la opinión del Parlamento sobre el contrato de arrendamiento, propuso en cambio una fusión de las dos empresas.
Esta negociación también fue difícil, pero se llegó a un acuerdo el 15 de noviembre de 1861, de modo que a partir del 1 de enero de 1862 el GWR arrendaría el SWR hasta que finalizara la fusión del GWR y del Ferrocarril Midland Oeste, entonces en proceso. Después de la fusión, el SWR recibiría el 10,7 %, aumentando al 10,9 % de los ingresos combinados del GWR, WMR y SWR. La fusión fue sancionada por Ley de 21 de julio de 1863 y entró en vigor el 1 de agosto de 1863.

## Parte del Great Western Railway
A partir del 1 de agosto de 1863, la red ferroviaria del Sur de Gales pasó a formar parte del Great Western Railway. La ruta continua desde Paddington (Londres) hasta Neyland era de 2851⁄4 millas, de las cuales 164 habían sido construidas por Ferrocarril del Sur de Gales. La sección de Gloucester a Grange Court, que siempre había sido explotada por el SWR, dejó de tener una existencia separada.
Aunque tuvo éxito, la línea no había alcanzado su potencial: el tráfico pesado de minerales esperado desde el sur de Gales se transportaba en gran parte por transporte costero, y el negocio transatlántico de pasajeros no se había materializado en absoluto. La apertura de vetas de carbón profundas en la parte central de los yacimientos del sur de Gales desde alrededor de 1850, había fomentado la exportación hacia el extranjero en lugar de potenciar el comercio interno como se pensaba.

## Ferrocarril Unión de Bristol con el Sur de Gales
Desde el principio, era obvio que el considerable intercambio entre Bristol y Gales del Sur necesitaba mejores instalaciones, y cualquier viaje en tren dando un rodeo hasta Gloucester para cruzar el río Severn difícilmente respondía a esa necesidad. Los cruces en ferry del río ya eran comunes y se promovió un ferrocarril desde Bristol hasta el muelle de New Passage. Este trazado se convirtió en el Ferrocarril Unión de Bristol con el Sur de Gales, inaugurado el 8 de septiembre de 1863. Explotado por el GWR, al mismo tiempo se abrió un ramal corto en la costa occidental hacia la Estación de Portskewett Pier.

## Conversión del ancho de vía
Cuando se concibió como una línea troncal principal, la vía ancha parecía una solución técnica superior, pero con el paso del tiempo, la dificultad práctica de la discontinuidad del ancho de vía con las líneas vecinas adquirió una importancia cada vez mayor.
Además, la supremacía de la antigua línea del SWR en Gales Occidental comenzaba a erosionarse; el Ferrocarril de Pembroke y Tenby (P&TR), una línea de vía estrecha, se había alineado con otras líneas similares en Carmarthen y había obtenido una Ley para una línea independiente de Whitland a Carmarthen. El GWR vio que esta alianza podría atraer a una compañía importante hostil, probablemente el Ferrocarril de Londres y del Noroeste, que podría tomar el control de estas líneas. En consecuencia, el GWR acordó colocar vías de ancho estándar en su propia ruta entre Whitland y Carmarthen para acomodar los trenes del P&TR. Y lo hizo adaptando una de las dos vías de la plataforma de vía ancha a vía estrecha (estándar). La modificación estuvo lista el 1 de junio de 1868. La conversión fue la primera vez en que una vía ancha del GWR se modificó a vía estrecha.
Finalmente, en 1871, el GWR tomó la decisión de convertir el ancho de todas sus vías anchas desde Swindon a través de Gloucester hasta el oeste de Gales, incluidos todos los ramales; además, algunas secciones de vía mixta se convirtieron en solo vía estrecha. La obra fue ejecutada en abril de 1872 en una operación masiva. En la noche del martes 30 de abril, se cerró la línea ascendente desde New Milford y Grange Court, y se estableció el funcionamiento en vía única de un servicio de tren reducido en la línea descendente. Se había realizado una preparación técnica considerable, incluido el engrase y la liberación de los pernos; gran parte de la vía era la vía de madera longitudinal característica del GWR, pero algunas secciones de riel Barlow habían sido reemplazadas por rieles sobre traviesas convencionales y, debido al uso de pernos de colmillo, fueron mucho más laboriosos de convertir.
La línea ascendente estuvo lista para el tráfico de vía estrecha el 12 de mayo y todo el material rodante de vía ancha se eliminó de las líneas de Gales; esto incluía el Ferrocarril de Carmarthen y Cardigan, y se envió un inspector para verificar que esto se hubiera hecho. El servicio de tren reducido se operó en la línea ascendente única, y los apartaderos en ciertas estaciones se habían adaptado previamente para permitir el paso de trenes en sentidos opuestos, ya que no se pudo disponer de vías de apartado pasantes ordinarias a lo largo de algunos días. Durante este tiempo, los trenes de mercancías no circulaban por la línea en conversión, pero, en la medida de lo posible, el tráfico de mercancías se realizaba por rutas alternativas donde estaban disponibles al este de Swansea.
La conversión de la línea descendente se completó el 22 de mayo y al día siguiente se realizó un servicio básico a velocidad reducida. Los vagones de vía ancha de propietarios privados fueron devueltos a su estación de origen; en muchos casos, no había suficiente espacio en los apartaderos para ellos, y se dejaron en puntos de la línea lo más cerca posible de su estación de origen.

## De 1873 a 1923

### Desarrollo del tráfico minero y otros
La conversión de ancho inmediatamente hizo que los ferrocarriles independientes vecinos fueran más accesibles ya que se eliminó la discontinuidad del ancho de vía. El desarrollo de la industria en el Sur de Gales proporcionó un impulso considerable al tráfico de minerales en la ruta del SWR. El desarrollo no se limitó a las minas de carbón de los Valles del Sur de Gales. Las industrias del hierro, y más tarde del acero, cobraron importancia, al principio concentradas en gran medida en los procesos extractivos, pero pronto fueron seguidas por industrias intermedias y de acabado; y la producción de hojalata llegó a tener especial importancia. La fundición de cobre adquirió una gran auge, centrada en Swansea.
El desarrollo social comercial general alimentó la demanda de tráfico ordinario de pasajeros y mercancías, y algunas ciudades costeras adquirieron importancia como lugares de vacaciones en el último cuarto del siglo XIX.
No obstante, muchas empresas ferroviarias independientes vieron al GWR como un socio difícil, por lo que el uso de la navegación costera para el transporte de minerales siguió siendo alto.

### Túnel del Severn
La ruta desde Londres y Bristol hasta el antiguo sistema ferroviario del Sur de Gales pasaba por Gloucester, y el GWR había sufrido durante mucho tiempo el epíteto "el Gran Camino de Ronda". El Ferrocarril Unión de Bristol con el Sur de Gales proporcionó una conexión ferroviaria más directa pero que dependía de un ferry, y no era capaz de manejar minerales a granel, por lo que pronto se empezó a pensar en un cruce por debajo del río Severn.
Esta propuesta se convirtió en una empresa prodigiosa: el túnel, cuando se completó, medía 4 millas y 624 yardas (7008 m), siendo el túnel más largo del Reino Unido hasta 2007 y el túnel submarino más largo del mundo hasta 1987.
La línea se inauguró el 1 de septiembre de 1886, aunque los trenes de pasajeros no circularon hasta el 1 de diciembre de 1886.

### Lazo de Swansea
Cuando se construyó el Ferrocarril del Sur de Gales, Swansea quedó en un ramal desde la ruta directa hasta Carmarthen, con el punto de unión situado en Landore. Esto implicaba que el tráfico procedente del oeste de Swansea debiese retroceder, y esta situación no mejoró hasta 1907 cuando se habilitó el Lazo de Swansea, formando una cuerda de sur a oeste en el triángulo ferroviario.
La estación de Swansea High Street se construyó originalmente como una estructura de madera de dos andenes. Fue ampliada en 1879, y aunque la apertura del Lazo Oeste de Swansea en 1906 permitió trabajar entre High Street y Carmarthen, hubo que esperar a que se modernizase por completo entre 1923 y 1932 para que pudiese asumir el aumento del tráfico y la puesta en servicio de trenes más largos. El viaducto de Landore es un hito destacado.
MacDermot se refiere a la línea como Swansea, Lazo Oeste de Landore, y da como fechas de apertura el 5 de marzo de 1906, y para los trenes de pasajeros el 1 de mayo de 1906.

### Fishguard
La aspiración original del Ferrocarril del Sur de Gales, de llegar a Fishguard, finalmente se logró cuando el 30 de agosto de 1906 se abrió una nueva ruta desde Clarbeston Road hasta la Estación de Fishguard Harbour, utilizando en parte una ruta ferroviaria local. Al mismo tiempo, se inició un servicio de ferry entre Fishguard Harbor y Rosslare. La construcción había sido prodigiosamente costosa, ya que gran parte de la estación y el área de apartaderos en Fishguard tuvieron que acomodarse realizando voladuras en escarpaduras rocosas.
El tráfico transatlántico era el premio que aún se buscaba, y el RMS Mauretania hizo escala en Fishguard el 25 de agosto de 1909. Los vapores transatlánticos continuaron haciendo escala de forma esporádica, pero el estallido de la Primera Guerra Mundial provocó la suspensión del comercio tras la incorporación a tareas militares del RMS Lusitania el 14 de septiembre de 1914, y nunca se reanudó. El comercio de los transbordadores irlandeses continuó después de la guerra y todavía está en uso en la actualidad.

## 1923 a 1947
Los ferrocarriles de Gran Bretaña se "agruparon" según los términos del Ley de Ferrocarriles de 1921, a partir del 1 de enero de 1923 (aunque en algunos casos la disposición entró en vigor poco antes o después de esa fecha). El Great Western Railway anterior a 1923, el Ferrocarril de Taff Vale, el Ferrocarril de Rhymney, el Ferrocarril Alexandra (Newport & Sur de Gales), el Ferrocarril de Barry, los Ferrocarriles Cambrianos y el Ferrocarril de Cardiff eran componentes del Great Western Railway posterior a 1923. La mayoría de las otras líneas en el Sur de Gales y Gloucestershire al oeste del río Severn eran "subsidiarias" del Great Western Railway, aunque algunas líneas que habían pasado a ser propiedad del Ferrocarril Midland y del Ferrocarril de Londres y del Noroeste se convirtieron en parte del nuevo Ferrocarril de Londres, Midland y Escocés.
El Great Western Railway combinado puso la mayoría de los ramales bajo el control del GWR y permitió que se introdujeran eficiencias de escala a tiempo. La compañía había sido acusada durante mucho tiempo de explotar su casi monopolio de conexión ferroviaria de larga distancia, y la agrupación aumentó esa hostilidad:

En el Sur de Gales, algunos de los problemas que acosarían a los ferrocarriles se atribuyeron a la "toma de posesión" del Great Western. Más de una vez fue necesario recordar a los intereses comerciales y a otras personas en el sur de Gales que las fusiones de 1922 no fueron el resultado del engrandecimiento de Great Western. La agrupación fue impuesta por ley...

El tamaño de la empresa ampliada se puede juzgar por el hecho de que el GWR era responsable del 11% de los impuestos locales de Cardiff en 1924.
La ruta del Ferrocarril del Sur de Gales ahora asumió su destino como la columna vertebral del sistema del GWR, con los antiguos ferrocarriles independientes formando ramales a partir de ella.
La Ley de Desarrollo (Garantías de Préstamo y Subvenciones) de 1929 se aprobó para fomentar las obras de capital de los ferrocarriles y otras industrias, con el objetivo de reducir el desempleo. El Great Western Railway aprovechó la asistencia del gobierno para mejorar y ampliar las instalaciones de clasificación de mercancías en la Conexión del Túnel del Severn, y en la modernización y mejoras en las estaciones de Cardiff General y Swansea High Street. Se instaló un importante sistema de señalización eléctrica en Cardiff y se llevó a cabo cierta racionalización de las rutas duplicadas en Briton Ferry y Court Sart, un legado del Ferrocarril de Rhondda y Swansea Bay. Todo este trabajo se realizó en el período de 1930 a 1934.

## Nacionalización y años posteriores
Los ferrocarriles de la línea principal de Gran Bretaña pasaron a ser de propiedad nacional, bajo British Rail, a principios de 1948. En consecuencia, el Great Western Railway dejó de existir.
La fabricación de acero también estaba experimentando un cambio importante, y parte de ese proceso resultó en la apertura de una importante acería en Port Talbot en 1951. A esto le siguió el establecimiento de otra importante industria siderúrgica integrada en Llanwern, entre Newport y la Conexión del Túnel del Severn.
El patio de clasificación de Margam se completó en 1960, racionalizando el enrutamiento de mercancías y minerales en el área.
El 21 de agosto de 1960 se abrió un ramal a la nueva refinería de la Gulf Oil Corporation en Waterston, cerca de Milford Haven, con un cruce en Herbrandston Junction. La ubicación se eligió debido a la disponibilidad de atraque en aguas profundas para buques petroleros muy grandes. También se abrió una sucursal adicional a una nueva refinería de Amoco en Robeston el 20 de febrero de 1974.
Neyland había perdido su importancia como terminal de transbordadores cuando se inició la construcción del tendido ferroviario hasta Fishguard en 1906, pero el amplio servicio de vagones y el depósito de locomotoras y el establecimiento de tripulaciones hicieron que siguiera siendo una terminal importante durante muchas décadas. Finalmente, sin embargo, la racionalización, impulsada principalmente por la introducción de unidades diésel múltiples y el consiguiente cambio en el patrón de mantenimiento del material rodante, resultó en el cierre de la línea de Johnston a Neyland el 14 de junio de 1964.

## Tiempos recientes
La mayor parte de la línea principal original del Ferrocarril del Sur de Gales está en uso entre Gloucester y Milford Haven. De la Conexión del Túnel del Severn a Swansea es parte de la Línea Principal del Sur de Gales, formando parte de la sección de Londres a Swansea. Un importante servicio de pasajeros opera entre Gloucester y la Conexión del Túnel del Severn, y al oeste de Swansea. Milford Haven y Fishguard forman los extremos occidentales de la línea, habiéndose cerrado la sección original de Neyland.

## Reapertura de estaciones
La mayoría de las estaciones que han sido reabiertas en el tiempo de British Rail en el sector operado por trenes regionales. Las estaciones que reabrieron son: como parte de la reapertura de la Línea de Maesteg (ayuntamiento de Mid Glamorgan y British Rail), Pontyclun y Pencoed en 1992; bajo los consejos de la Swanline (Glamorgan del Oeste y Mid Glamorgan, así como British Rail) Pyle en 1994 y junto con Briton Ferry, Skewen y Llansamlet. Luego, tras la disolución del British Rail, la compañía Railtrack instaló una nueva estación de la Swanline en Baglan en 1996. Bajo Network Rail y el Gobierno de Gales, se reabrió la Estación de Llanharan y fue financiada en parte por SEWTA y a un costo de 4,3 millones de libras, en 2007.

## Lista de estaciones
Lista de estaciones durante la existencia independiente del Ferrocarril del Sur de Gales (hasta el 1 de agosto de 1863).
- Gloucester; la estación del GWR abrió el 19 de septiembre de 1851;
- Grange Court; abierta el 1 de junio de 1855;
- Newham; inaugurada el 19 de septiembre de 1851;
- Awre por Blakeney; abierta el 19 de diciembre de 1851;
- Gatcombe; inaugurada en agosto de 1851;
- Lydney; inaugurada el 19 de septiembre de 1851;
- Woolastón; abierta el 1 de junio de 1853;
- Chepstow Este; inaugurada el 19 de septiembre de 1851;
- Chepstow; abierta el 19 de junio de 1850;
- Portskewett; abierta el 19 de junio de 1850;
- Magor; abierta en octubre de 1851;
- Llanwern; abierta en octubre de 1855;
- New Port; abierta el 19 de junio de 1850;
- Marshfield; inaugurada el 2 de septiembre de 1852;
- Cardiff; abierta el 19 de junio de 1850;
- Ely; inaugurada el 2 de septiembre de 1852;
- St Fagans; abierta el 1 de abril de 1852;
- Peterston; abierta en septiembre de 1858;
- Llantrisante; abierta el 19 de junio de 1850;
- Pencoed; abrió el 2 de septiembre de 1850;
- Bridgend; abierta el 19 de junio de 1850;
- Pyle; abierta el 19 de junio de 1850;
- Port Talbot; abierta el 19 de junio de 1850;
- Britton Ferry; inaugurada el 2 de septiembre de 1850;
- Neath; abierta el 19 de junio de 1850;
- Llansamlet; abierta el 1 de abril de 1852;
- Landore; abierta el 19 de junio de 1850;
- Swansea; inaugurada el 19 de junio de 1850.
- Landore (arriba);
- Gower Road; abierta el 1 de agosto de 1854;
- Llanelly; abierta el 11 de octubre de 1852;
- Puerto de Pembrey y Burry; abierta el 11 de octubre de 1852;
- Kidwelly; abierta el 11 de octubre de 1852;
- Ferryside; abierta el 11 de octubre de 1852;
- Carmarthen; abierta el 11 de octubre de 1852; renombrado Carmarthen Junction 1860;
- St Clears; inaugurada el 2 de enero de 1854;
- Whitland; inaugurada el 2 de enero de 1854;
- Narberth Street; inaugurada el 2 de enero de 1854;
- Clarbeston Street; inaugurada el 2 de enero de 1854;
- West Haverford; inaugurada el 2 de enero de 1854;
- Johnston; abierta el 15 de abril de 1856;
- Milford Haven; abierta el 15 de abril de 1856; rebautizada como Neyland en 1859, luego rebautizada como New Milford más tarde en 1859; más tarde Neyland. Téngase en cuenta que esta no es la última estación de Milford Haven.[34]